# Cá tuyết đá bờ biển
Cá tuyết đá bờ biển (danh pháp hai phần: Gaidropsarus mediterraneus) là một loài cá thuộc họ Cá tuyết sông. Nó là cá nhỏ có thân hình thon dài và một vằn màu nâu. Loài cá giống cá chình này có 3 râu trên đầu của nó, với vây lưng thứ 2 và vây hậu môn chạy dài cơ thể của nó. Các vây này có thể được xem di chuyển trong một chuyển động sóng liên tục.
Cá tuyết đá bờ biển thường bị nhầm lẫn với cá tuyết đá năm râu (Ciliata mustela) và cũng bị nhầm với cá tuyết đá ba râu lớn hơn (Gaidropsarus vulgaris), kiểu màu sắc, hình dạng và môi trường sống tương tự.
Như tên cho thấy, sự khác biệt chính hình ảnh là cá tuyết đá năm râu có năm râu quanh miệng của nó, trong khi đó có cá tuyết đá ba râu có ba râu đỏ đáng kể với màu nâu của nó khi so sánh với cá tuyết đá bờ biển.
Cá tuyết đá bờ biển sống trong và xung quanh các khu vực đá trong suốt ở eo biển Manche và ăn cả hai sâu và động vật giáp xác.
Ngoài eo biển Anh, cá tuyết đá bờ biển cũng được tìm thấy ở Đại Tây Dương (Châu Âu) và Địa Trung Hải. 